# Litzkapelle

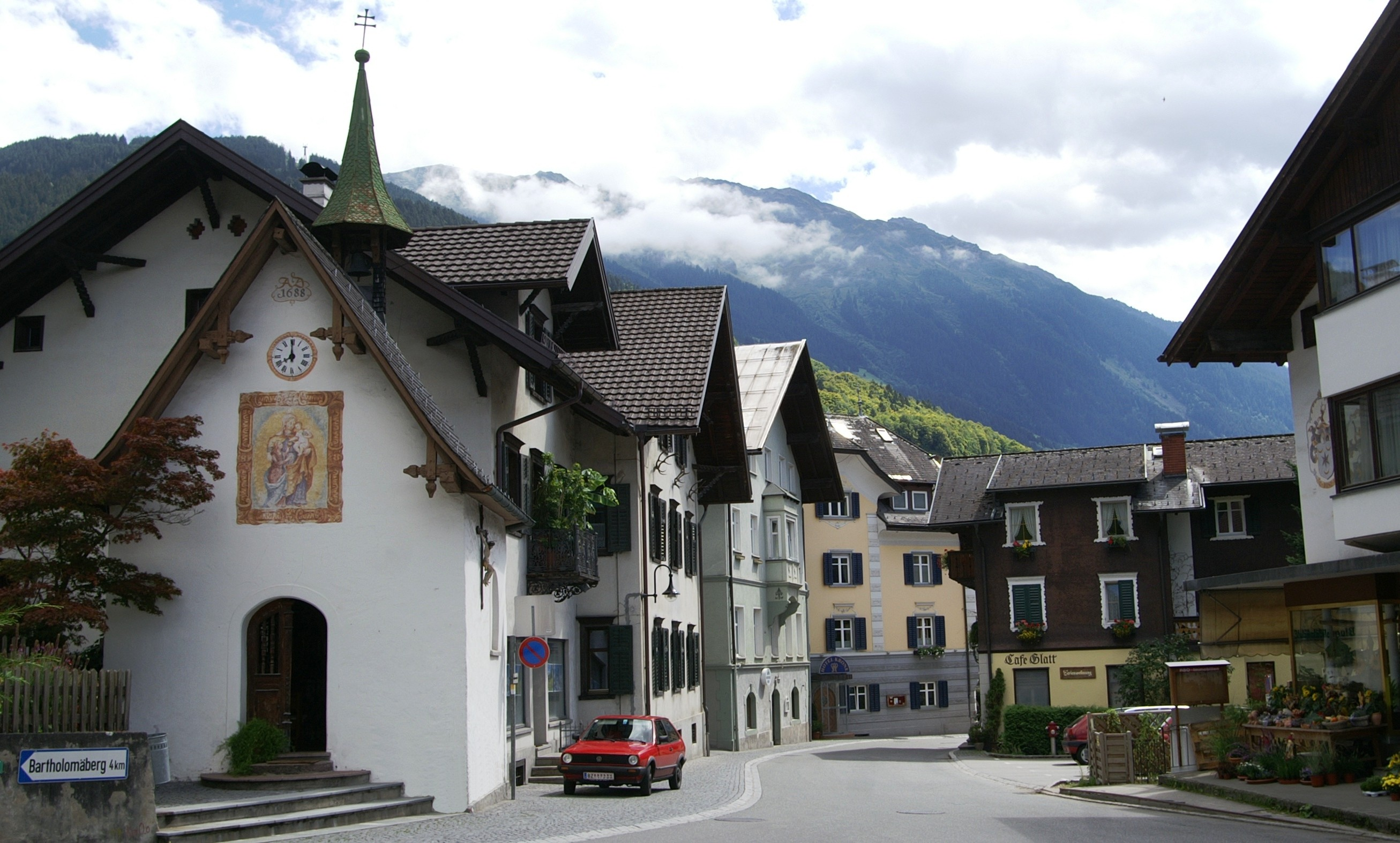
Litzkapelle in Schruns

Die Litzkapelle steht etwas erhöht an der Außerlitzstraße an der Abzweigung zur Fraktion Montjola und Bartholomäberg und in sicherer Entfernung zur Litz in der Marktgemeinde Schruns im Montafon in Vorarlberg. Die Kapelle steht unter Denkmalschutz (Listeneintrag).

## Architektur
Der Rechteckbau mit einem Chor mit einem Dreiachtelschluss unter einem Satteldach trägt einen Dachreiter über dem Chor. Die Giebelfront mit einem Rundbogenportal zeigt darüber ein Fresko Anna selbdritt (1688) und darüber eine Uhr des bekannten Turmuhr-Herstellers J. F. Weule. Der Betraum unter einem Tonnengewölbe zeigt das Deckengemälde Immaculata von Bertle (1886).
Außen südseitig zur Straße hängt ein Kruzifix aus dem 18. Jahrhundert. Chorseitig zur Straße gedenkt ein Wappen an den Vizekanzler und Bundesführer des österreichischen Heimatschutzes Ernst Rüdiger Starhemberg, welcher hierorts verstorben ist.

## Ausstattung
Der Altar aus 1688, ein Werk des Tiroler Bildhauers Melchior Lechleitner, trägt mittig Maria mit Kind (bekleidet) und die Seitenfiguren Antonius und Agatha und seitlich erhöht zwei Bischöfe und im Gebälk Gottvater und im Volutenauszug den Heiligen Geist mit zwei Putten.